# 龍野村
龍野村（たつのむら）は、かつて熊本県上益城郡にあった村。竜野村とも表記された。

## 沿革
- 1889年（明治22年）4月1日 - 町村制施行に伴い上益城郡中横田村、下横田村、浅井村、上早川村が合併し、龍野村が発足。
- 1955年（昭和30年）1月1日 - 上益城郡甲佐町、宮内村、白旗村、乙女村と合併し、甲佐町となる。

## 学校
- 龍野村立龍野小学校